# 4353 Onizaki
4353 Onizaki este un asteroid din centura principală, descoperit pe 25 noiembrie 1989 de Toshimasa Furuta și Yoshikane Mizuno.